# Yan Zibei
Yan Zibei (en chino: 闫子贝; Xiangyang, 12 de octubre de 1995) es un deportista chino que compite en natación, especialista en el estilo braza.
Participó en dos Juegos Olímpicos de Verano, en los años 2016 y 2020, obteniendo una medalla de plata en Tokio 2020, en la prueba de 4 × 100 m estilos mixto. Ganó dos medallas de bronce en el Campeonato Mundial de Natación, en los años 2017 y 2019.

## Palmarés internacional
| Juegos Olímpicos   | Juegos Olímpicos        | Juegos Olímpicos  | Juegos Olímpicos        |
| Año                | Lugar                   | Medalla           | Prueba                  |
| ------------------ | ----------------------- | ----------------- | ----------------------- |
| 2020               | Tokio (Japón)           | Medalla de plata  | 4 × 100 m estilos mixto |
| Campeonato Mundial |                         |                   |                         |
| Año                | Lugar                   | Medalla           | Prueba                  |
| 2017               | Budapest (Hungría)      | Medalla de bronce | 4 × 100 m estilos mixto |
| 2019               | Gwangju (Corea del Sur) | Medalla de bronce | 100 m braza             |